# Pteromalus mariae
Pteromalus mariae är en stekelart som beskrevs av Dalla Torre 1898. Pteromalus mariae ingår i släktet Pteromalus och familjen puppglanssteklar. Inga underarter finns listade i Catalogue of Life.